# Diospyros transitoria
Diospyros transitoria är en tvåhjärtbladig växtart som beskrevs av Bakh. Diospyros transitoria ingår i släktet Diospyros och familjen Ebenaceae. Utöver nominatformen finns också underarten D. t. transitoria.